# Nadleśnictwo Ruszów
Nadleśnictwo Ruszów – jednostka organizacyjna Lasów Państwowych podległa Regionalnej Dyrekcji Lasów Państwowych we Wrocławiu. Siedziba nadleśnictwa znajduje się w Ruszowie, w powiecie zgorzeleckim, w województwie dolnośląskim.
Nadleśnictwo obejmuje część powiatów zgorzeleckiego i bolesławieckiego.

## Historia
Nadleśnictwo Żmigród powstało 1945. Pierwszym nadleśniczym został Antoni Warszawski. W 1947 Puszczę Zgorzelecką dotknęły wielkopowierzchniowe pożary lasów, w konsekwencji których w ramach ich oczyszczania przeprowadzono masowe wyręby i ponowne zalesienia. Jednak poprzez braki kadrowe pozostały halizny, zalesiane w późniejszych latach.